# 水城 (日本)
水城（日语：みずき）是位於日本福岡縣太宰府市、大野城市、春日市交界處的一座城堡。1953年3月31日，水城的遺跡被日本政府指定為特別史跡。水城在日本書紀中就已經有記載，是日本歷史最為古老的城堡遺跡之一。20世紀之後，考古學家開始對水城進行調查，但大規模的發掘調查是在1970年之後。

## 外部連結
- 特別史跡水城跡 （页面存档备份，存于） - 九州歴史資料館
- 水城跡 （页面存档备份，存于） - 太宰府市
- 水城跡 - 春日市